# Антилопа-прыгун
Антило́па-прыгу́н, или прыгун, или клиппшпрингер (лат. Oreotragus oreotragus) — млекопитающее из монотипного рода Oreotragus подсемейства Настоящих антилоп (Antilopinae) семейства Полорогих (Bovidae).

## Внешний вид
Антилопы-прыгуны — небольшие, коренастые антилопы. Самцы имеют широко расставленные клиновидные рога, средняя длина которых около 10 см. Представители обоих полов имеют предглазничные железы, однако копытные железы отсутствуют. Шерсть толстая и плотная, отдельные волосы свободно связаны с кожей, полые. Этот тип волос является уникальным среди всех полорогих, его можно найти только у антилоп-прыгунов и белохвостых оленей. Самки несколько крупнее самцов: высота в плечах у них 50—53 см, в то время как у самцов — 49—52 см. Масса тела 8,9—18 кг.

## Поведение

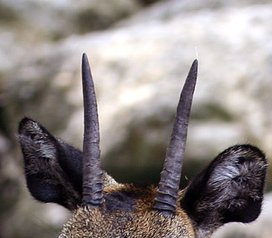
Рога антилопы-прыгуна

Антилопы-прыгуны живут в тесно сплочённых группах, пары моногамные. Большинство групп состоят только из взрослых самца и самки или взрослой пары и годовалых молодых особей. Одиночные особи встречаются крайне редко, и составляют менее 10% от общей численности популяции, в большинстве случаев без пары остаются самцы.
Пары сохраняют близость на протяжении всей жизни. В то время как самка кормит детёнышей, самец всегда стоит на страже и охраняет её. Во время сухого сезона антилопы-прыгуны собираются в группы по 6—8 особей. С началом сезона дождей такие группы исчезают. Самцы маркируют свою территорию при помощи выделений предглазничных желез и фекалий. Они очень ревностно охраняют свой участок от остальных сородичей. Самцы во время драки выставляют голову вперёд, самки кусаются.
Обитают в каменистой местности с крутыми склонами, наиболее широко распространены в горных хребтах и ущельях крупных рек. Плотность популяции в таких местах может достигать 45 особей на 1 км².

## Питание
Антилопы-прыгуны очень требовательны к еде. Они питаются вечнозелёными кустарниками и травами, фруктами, семенами бобов, цветов и лишайников. Могут мигрировать в места с лучшей растительностью. Антилопы-прыгуны способны длительное время обходиться без воды, так как бо́льшую её часть они получают из пищи.

## Размножение
Период размножения различается в зависимости от ареала. Оно носит сезонный характер в Эфиопии, круглогодичное в Замбии и меняется локально в Капской провинции. Беременность длится 7 месяцев. Рождается 1 детёныш. Роды происходят в защищённых каменистых углублениях. Молодняк остается в углублениях 2—3 месяца, отлучение от груди происходит после 4—5 месяцев жизни. Рога начинают расти в 6 месяцев и полностью вырастают к 17—18 месяцам.

## Распространение
Широко распространены в северо-восточной части Судана, Сомали, Эритрее, от северной части Эфиопского нагорья до Восточной и Южной Африки, а также вдоль западного побережья Намибии и в юго-западной Анголе. Существует несколько изолированных популяций в Центральноафриканской республике и юго-восточной части Демократической республики Конго. В Нигерии антилопы-прыгуны распространены в районе плато Джос. Предполагается, что этот вид исчез в Бурунди.

## Охранный статус

### Численность популяции
Антилопы-прыгуны достигают довольно высокой плотности популяции в благоприятных местах обитания, например, 10—14 особей на 1 км² в национальном парке Горы Сымен площадью 9,6 км². Средняя плотность популяции на всей территории ареала составляет 0,01—0,1 особей/км². Общая численность антилоп-прыгунов оценивается в примерно 42 000 особей. Численность стабильная на охраняемых территориях, сокращается в местах с неконтролируемой охотой.

### Угрозы и охрана
Никаких очевидных угроз для антилоп-прыгунов не существует. Их среда обитания имеет мало значения для человека. Обитание в горных скалах помогает избежать конкуренции с домашним скотом. Примерно четверть популяции проживает на охраняемых территориях. В Намибии множество особей выживает на частных сельскохозяйственных угодьях. С другой стороны, на восточных склонах гор в Кении и Танзании ареал антилопы-прыгуна пересекается с гепардом.